# Tutenag
Tutenag – stop metali zawierający:
- 40% miedzi,
- 25% cynku,
- 32% niklu,
- 3% żelaza.

zastosowany po raz pierwszy przez Portugalczyków w XVI w. do bicia monet w swojej kolonii w Malakce, wykorzystywany w tym celu do drugiej połowy XIX w. w Indiach i Annamie.